# Otávio (portugalski piłkarz)
Otávio, właśc. Otávio Edmilson da Silva Monteiro (ur. 9 lutego 1995 w João Pessoa) – portugalski piłkarz brazylijskiego pochodzenia występujący na pozycji pomocnika w saudyjskim klubie Al-Nassr oraz w reprezentacji Portugalii. Wychowanek Internacionalu, w swojej karierze grał także w Porto oraz Vitórii. Młodzieżowy reprezentant Brazylii.